# 壯擬金眼鯛
壯擬金眼鯛，又稱壯單鰭魚，為輻鰭魚綱鱸形目鱸亞目擬金眼鯛科的其中一個種，僅分布於西南太平洋紐西蘭海域，深度0-70公尺，本魚體側扁呈卵形，尾柄細長，眼大，吻圓鈍，無脂性眼瞼，下頜稍突出，腹鰭較小，位於近胸處，體背部深褐色，體銀灰色，側線明顯，背鰭硬棘5-6枚、背鰭軟條10-12枚、臀鰭硬棘3枚、臀鰭軟條29-35枚，體長可達15.8公分。為夜行性魚類，白天躲藏至岩壁，夜晚出現在沿岸海草叢，成小群活動，屬肉食性，以多毛類、甲殼類等為食。